# Gérard Lamps
Pour les articles homonymes, voir Lamps (homonymie).
Gérard Lamps est un ingénieur du son et mixeur de cinéma français, né le 2 février 1948 à Amiens.
Il a reçu sept Césars du meilleur son pour un total de 18 nominations.

## Biographie
Gérard Lamps est le fils de René Lamps, député de la Somme puis maire d'Amiens et de Julia Lemaire elle-même fille de Léon Lemaire qui fut maire et conseiller général communiste de Corbie, proche d'Amiens. 
Après un bac « maths et technique » en 1966, Gérard Lamps entra à l'école nationale supérieure Louis-Lumière. Il obtint un BTS « cinéma option son » en 1968. Après un premier emploi dans la société « FREI électronique », il est engagé en 1970 comme directeur technique au studio Dovidis où il fit ses premières armes en tant que mixeur, en travaillant notamment pour les émissions Aujourd'hui madame ou Les Animaux du monde, puis pour ses premiers longs métrages, il y resta jusqu'en 1981. 
Il devint alors intermittent du spectacle et assura pour ses collègues Dominique Hennequin et Claude Villand les prises de son de post synchronisation, de bruitage et le mixage de versions internationales. Il fut alors demandé pour assurer le travail de mixage sur un nombre grandissant de longs métrages. Il travailla avec de nombreux réalisateurs qui comptent dans le cinéma français et termina sa carrière en 2015 par le mixage du film Les Saisons de Jacques Perrin et Jacques Cluzau.

## Filmographie
- 1978 : Baara de Souleymane Cissé
- 1978 : Mémoire commune de Patrick Poidevin
- 1979 : Bako, l'autre rive de Jacques Champreux
- 1979 : Fad'jal de Safi Faye
- 1980 : Seye Seyeti de Ben D'Jogay Bey
- 1980 : Certaines nouvelles de Jacques Davila
- 1980 : SPFX: The Empire Strikes Back (TV)
- 1981 : La Basse-cour de Michel Polac
- 1981 : Les matous sont romantiques de Sotha
- 1981 : La Femme intégrale de Claudine Guillemin
- 1982: La Traversée de la Pacific (The Emperor of Peru) de Fernando Arrabal
- 1982 : Le Vent (film, 1982) (Finye) de Souleymane Cissé
- 1982 : Pour cent briques, t'as plus rien... d'Édouard Molinaro
- 1982 : Hécate, maîtresse de la nuit (Hécate) de Daniel Schmid
- 1982 : Une chambre en ville de Jacques Demy
- 1982 : Que les gros salaires lèvent le doigt ! de Denys Granier-Deferre
- 1983 : La Guerre des Demoiselles de Jacques Nichet
- 1983 : Clémentine Tango de Caroline Roboh
- 1983 : T'es heureuse ? Moi, toujours... de Jean Marbœuf
- 1983 : Le Retour de Christophe Colomb de Jean Pierre Sayre
- 1983 : La Bête noire de Patrick Chaput
- 1983 : Équateur de Serge Gainsbourg
- 1983 : Biquefarre de Georges Rouquier
- 1983 : Papy fait de la résistance de Jean-Marie Poiré
- 1983 : La Tragédie de Carmen de Peter Brook
- 1983 : Tchao Pantin de Claude Berri
- 1984 : Lettres d'amours perdues de Robert Salis
- 1984 : Le Léopard de Jean-Claude Sussfeld
- 1984 : La Garce de Christine Pascal
- 1984 : Les Fausses Confidences de Daniel Moosmann
- 1984 : L'Amour par terre de Jacques Rivette
- 1984 : Memórias do Cárcere de Nelson Pereira dos Santos
- 1984 : Côté cœur, côté jardin de Bertrand Van Effenterre
- 1984 : Le Tueur triste (TV) de Nicolas Gessner
- 1985 : Babel opéra, ou La Répétition de Don Juan d'André Delvaux
- 1985 : Le Maître-chanteur (court-métrage)
- 1985 : Le Dernier Civil (TV) de Laurent Heynemann
- 1985 : L'Été prochain de Nadine Trintignant
- 1985 : L'Arbre sous la mer de Philippe Muyl
- 1985 : Les Nanas d'Annick Lanoë
- 1985 : Louise... l'insoumise de Charlotte Silvera
- 1985 : Blanche et Marie de Jacques Renard
- 1985 : Subway de Luc Besson
- 1985 : Strictement personnel de Pierre Jolivet
- 1985 : Trois hommes et un couffin de Coline Serreau
- 1985 : P.R.O.F.S. de Patrick Schulmann
- 1985 : La Tentation d'Isabelle de Jacques Doillon
- 1985 : L'Effrontée de Claude Miller
- 1986 : Les Longs Manteaux de Gilles Béhat
- 1986 : Douce France de François Chardeaux
- 1986 : Paris minuit de Frédéric Andrei
- 1986 : États d'âme de Jacques Fansten
- 1986 : Genesis de Mrinal Sen
- 1986 : Jean de Florette de Claude Berri
- 1986 : Le Complexe du kangourou de Pierre Jolivet
- 1986 : Désordre d'Olivier Assayas
- 1986 : Manon des sources de Claude Berri
- 1986 : Le Sixième Jour (Al-yawm al-Sadis) de Youssef Chahine
- 1986 : Kamikaze de Didier Grousset
- 1987 : Le Beauf d'Yves Amoureux
- 1987 : Association de malfaiteurs de Claude Zidi
- 1987 : Grand Guignol de Jean Marbœuf
- 1987 : La Passion Béatrice de Bertrand Tavernier
- 1987 : Un homme amoureux de Diane Kurys
- 1987 : Buisson ardent de Laurent Perrin
- 1987 : Le Jupon rouge de Geneviève Lefebvre
- 1987 : Les Oreilles entre les dents de Patrick Schulmann
- 1987 : Charlie Dingo de Gilles Béhat
- 1987 : Vent de panique de Bernard Stora
- 1987 : Les Keufs de Josiane Balasko
- 1988 : Sweet Lies de Nathalie Delon
- 1988 : La Maison de Jeanne de Magali Clément
- 1988 : In extremis d'Olivier Lorsac
- 1988 : Jaune revolver d'Olivier Langlois
- 1988 : Blanc de Chine de Denys Granier-Deferre
- 1988 : Corentin, ou Les infortunes conjugales de Jean Marbœuf
- 1988 : Le Grand Bleu de Luc Besson
- 1988 : À gauche en sortant de l'ascenseur d'Édouard Molinaro
- 1988 : Le Complot (To Kill a Priest) d'Agnieszka Holland
- 1988 : La Maison de jade de Nadine Trintignant
- 1988 : La Table tournante de Paul Grimault et Jacques Demy
- 1988 : La Petite Voleuse de Claude Miller
- 1989 : La Vouivre de Georges Wilson
- 1989 : Embrasse-moi de Michèle Rosier
- 1989 : Romuald et Juliette de Coline Serreau
- 1989 : Un été d'orages de Charlotte Brandström
- 1989 : Un père et passe de Sébastien Grall
- 1989 : Nocturne indien d'Alain Corneau
- 1989 : La Vie et rien d'autre de Bertrand Tavernier
- 1989 : Australia de Jean-Jacques Andrien
- 1989 : Music Box de Costa-Gavras
- 1990 : Voir l'éléphant de Jean Marbœuf
- 1990 : Nikita de Luc Besson
- 1990 : La Fête des pères de Joy Fleury
- 1990 : La Captive du désert de Raymond Depardon
- 1990 : Daddy Nostalgie de Bertrand Tavernier
- 1990 : Printemps perdu d'Alain Mazars
- 1990 : L'Autrichienne de Pierre Granier-Deferre
- 1990 : La Putain du roi d'Axel Corti
- 1990 : Dancing Machine de Gilles Béhat
- 1990 : Gaspard et Robinson de Tony Gatlif
- 1991 : L'Homme au masque d'or d'Éric Duret
- 1991 : Fortune Express d'Olivier Schatzky
- 1991 : Un cœur qui bat de François Dupeyron
- 1991 : Une époque formidable... de Gérard Jugnot
- 1991 : Simple mortel de Pierre Jolivet
- 1991 : Nuit et Jour de Chantal Akerman
- 1991 : Paris s'éveille d'Olivier Assayas
- 1991 : Les Amants du Pont-Neuf de Leos Carax
- 1991 : Tous les matins du monde d'Alain Corneau
- 1992 : La Guerre sans nom de Bertrand Tavernier
- 1992 : La Voix de Pierre Granier-Deferre
- 1992 : La Chasse aux papillons d'Otar Iosseliani
- 1992 : Loin du Brésil de Tilly
- 1992 : L.627 de Bertrand Tavernier
- 1992 : Vieille canaille de Gérard Jourd'hui
- 1992 : Comme un bateau, la mer en moins (TV) de Dominique Ladoge
- 1992 : Sexes faibles ! de Serge Meynard
- 1992 : L'Accompagnatrice de Claude Miller
- 1993 : Morasseix!!! (TV) de Damien Odoul
- 1993 : Émilie Muller court-métrage d'Yvon Marciano
- 1993 : Woyzeck de Guy Marignane
- 1993 : Roulez jeunesse ! de Jacques Fansten
- 1993 : Pétain de Jean Marbœuf
- 1993 : Fanfan d'Alexandre Jardin
- 1993 : Justinien Trouvé, ou le bâtard de Dieu de Christian Fechner
- 1993 : Smoking/No Smoking d'Alain Resnais
- 1994 : Pas très catholique de Tonie Marshall
- 1994 : Pourquoi maman est dans mon lit ? de Patrick Malakian
- 1994 : Le Sourire de Claude Miller
- 1994 : La Fille de d'Artagnan de Bertrand Tavernier
- 1994 : Le Colonel Chabert d'Yves Angelo
- 1994 : Léon de Luc Besson
- 1994 : Les Faussaires de Frédéric Blum
- 1994 : La Machine de François Dupeyron
- 1995 : Le Nez au vent de Dominique Guerrier
- 1995 : Des hommes avec des bas
- 1995 : Waati de Souleymane Cissé
- 1995 : Fugueuses de Nadine Trintignant
- 1995 : Le Petit Garçon de Pierre Granier-Deferre
- 1995 : Le Nouveau Monde d'Alain Corneau
- 1995 : L'Appât de Bertrand Tavernier
- 1995 : Au petit Marguery de Laurent Bénégui
- 1995 : Parents à mi-temps, téléfilm d'Alain Tasma
- 1996 : Mossane de Safi Faye
- 1996 : Grand Nord de Nils Gaup
- 1996 : Un divan à New York de Chantal Akerman
- 1996 : Enfants de salaud de Tonie Marshall
- 1996 : Adorable petite bombe (TV) de Philippe Muyl
- 1996 : Madame le Consul de Bertrand Van Effenterre (série TV)
- 1996 : Po di sangui de Flora Gomes
- 1996 : Capitaine Conan de Bertrand Tavernier
- 1996 : Temps de chien de Jean Marbœuf
- 1996 : Le Plus Beau Métier du monde de Gérard Lauzier
- 1997 : Romaine d'Agnès Obadia
- 1997 : Lucie Aubrac de Claude Berri
- 1997 : Mauvais genre de Laurent Bénégui
- 1997 : Jeunesse de Noël Alpi
- 1997 : Marquise de Véra Belmont
- 1997 : K d'Alexandre Arcady
- 1997 : Le Cousin d'Alain Corneau
- 1998 : Retiens la nuit (TV) de Dominique Cabrera
- 1998 : Michael Kael contre la World News Company de Christophe Smith
- 1998 : La Classe de neige de Claude Miller
- 1998 : Un soir après la guerre de Rithy Panh
- 1998 : Dieu seul me voit de Bruno Podalydès
- 1998 : La Mort du Chinois de Jean-Louis Benoît
- 1998 : Voleur de vie d'Yves Angelo
- 1999 : Vénus beauté (institut) de Tonie Marshall
- 1999 : Ça commence aujourd'hui de Bertrand Tavernier
- 1999 : Un pont entre deux rives de Frédéric Auburtin et Gérard Depardieu
- 1999 : Nadia et les hippopotames de Dominique Cabrera
- 1999 : C'est quoi la vie ? de François Dupeyron
- 1999 : La Débandade de Claude Berri
- 1999 : Inséparables de Michel Couvelard
- 1999 : Le Fils du Français de Gérard Lauzier
- 2000 : Tontaine et Tonton (TV) de Tonie Marshall
- 2000 : Le Pique-nique de Lulu Kreutz de Didier Martiny
- 2000 : Live Virgin (UK) (USA: working title) (American Virgin) de Jean-Pierre Marois
- 2000 : Victoire, ou la douleur des femmes de Nadine Trintignant (feuilleton TV)
- 2000 : Scènes de crimes de Frédéric Schoendoerffer
- 2000 : À l'attaque! de Robert Guédiguian
- 2000 : Harry, un ami qui vous veut du bien de Dominik Moll
- 2000 : La ville est tranquille de Robert Guédiguian
- 2000 : Du poil sous les roses d'Agnès Obadia
- 2000 : Marie-Line de Mehdi Charef
- 2000 : Le Prince du Pacifique d'Alain Corneau
- 2001 : Belphégor, le fantôme du Louvre de Jean Paul Salomé
- 2001 : Après la tempête de Joële Van Effenterre
- 2001 : Sobibor, 14 octobre 1943, 16 heures de Claude Lanzmann
- 2001 : La Chambre des officiers de François Dupeyron
- 2001 : Tu ne marcheras jamais seul de Gilles Chevalier
- 2001 : Les Âmes câlines de Thomas Bardinet
- 2001 : Le Peuple migrateur de Jacques Perrin
- 2002 : Laissez-passer de Bertrand Tavernier
- 2002 : Marie-Jo et ses deux amours de Robert Guédiguian
- 2002 : Sur le bout des doigts d'Yves Angelo
- 2002 : Quelqu'un de bien de Patrick Timsit
- 2002 : Brocéliande de Doug Headline
- 2002 : Une femme de ménage de Claude Berri
- 2002 : Mon idole de Guillaume Canet
- 2003 : Par amour d'Alain Tasma
- 2003 : Le Pharmacien de garde de Jean Veber
- 2003 : Stupeur et Tremblements d'Alain Corneau
- 2003 : Bienvenue chez les Rozes de Francis Palluau
- 2003 : Père et Fils de Michel Boujenah
- 2003 : Monsieur Ibrahim et les fleurs du Coran de François Dupeyron
- 2003 : Alila d'Amos Gitai
- 2003 : Tais-toi ! de Francis Veber
- 2004 : Immortel, ad vitam d'Enki Bilal
- 2004 : Agents secrets de Frédéric Schoendoerffer
- 2004 : Inguélézi de François Dupeyron
- 2004 : Genesis de Claude Nuridsany et Marie Pérennou
- 2004 : Comme une image d'Agnès Jaoui
- 2004 : Holy Lola de Bertrand Tavernier
- 2005 : L'un reste, l'autre part de Claude Berri
- 2005 : La Marche de l'empereur de Luc Jacquet
- 2005 : Le Promeneur du Champ-de-Mars de Robert Guédiguian
- 2005 : Les Mots bleus d'Alain Corneau
- 2005 : Lemming de Dominik Moll
- 2005 : Un vrai bonheur, le film de Didier Caron
- 2005 : Les Âmes grises de Philippe Claudel
- 2005 : Je vous trouve très beau d'Isabelle Mergault
- 2005 : Le Passager d'Éric Caravaca
- 2006 : La Doublure de Francis Veber
- 2006 : OSS 117 : Le Caire, nid d'espions de Michel Hazanavicius
- 2006 : Le Voyage en Arménie de Robert Guédiguian
- 2006 : Cœurs d'Alain Resnais
- 2006 : Le Grand Meaulnes de Jean-Daniel Verhaeghe
- 2006 : Ne le dis à personne de Guillaume Canet
- 2006 : Sartre, l'âge des passions (TV) de Claude Goretta
- 2007 : Ensemble, c'est tout de Claude Berri
- 2007 : Le Prix à payer d'Alexandra Leclère
- 2007 : La Maison de Manuel Poirier
- 2007 : Le Deuxième Souffle d'Alain Corneau
- 2007 : Le Renard et l'Enfant de Luc Jacquet
- 2007 : Enfin veuve d'Isabelle Mergault
- 2008 : Il y a longtemps que je t'aime de Philippe Claudel
- 2008 : La Vie moderne de Raymond Depardon
- 2008 : Leur morale... et la nôtre de Florence Quentin
- 2008 : Aide-toi, le ciel t'aidera de François Dupeyron
- 2008 : Parlez-moi de la pluie d'Agnès Jaoui
- 2008 : Le Thé de l'oubli de Sandra Desmazières
- 2008 : L'Emmerdeur de Francis Veber
- 2008 : Agathe Cléry d'Étienne Chatiliez
- 2009 : OSS 117 : Rio ne répond plus de Michel Hazanavicius
- 2009 : L'Armée du crime de Robert Guédiguian
- 2009 : Les Herbes folles d'Alain Resnais
- 2009 : Conversation à Rechling de François Dupeyron
- 2011 : The Artist de Michel Hazanavicius
- 2011 : Vous n'avez encore rien vu d'Alain Resnais
- 2012 : La Classe américaine de Serge Hazanavicius
- 2012 : L'Oncle Charles d'Étienne Chatiliez
- 2012 : Journal de France de Raymond Depardon et Claudine Nougaret
- 2013 : Même un oiseau a besoin de son nid de Vincent Trintignant-Corneau
- 2013 : Un sort pour éloigner les ténèbres (A Spell to Ward Off the Darkness)
- 2014 : The Search de Michel Hazanavicius
- 2015 : Les Saisons de Jacques Perrin et Jacques Cluzaud

## Récompenses et nominations

### Récompenses
- Sept César du meilleur son :
  - Tchao Pantin
  - Subway
  - Le Grand Bleu
  - Tous les matins du monde
  - Harry, un ami qui vous veut du bien
  - Pas sur la bouche
  - La Marche de l'empereur

### Nominations
- Douze nominations au César du meilleur son.
- Une nomination au BAFTA du meilleur son.